# Samuel Troilius
Samuel Troilius, né le 22 mai 1706 à Stora Skedvi et décédé le 18 janvier 1764 à Uppsala, est un théologien luthérien suédois, archevêque d'Uppsala de 1758 à sa mort,.

## Biographie
Samuel Troilius est né dans la paroisse de Stora Skedvi, dans la province de Dalécarlie. Ses parents sont Olof Troilius et Helena Gangia. Son père est pasteur luthérien.
En 1724, il entre à l'université d'Uppsala, et devient professeur adjoint de littérature grecque et romaine en 1734, après avoir soutenu en 1732 une thèse intitulée De magnetismo morum naturali. Il est consacré pasteur en 1736 et le devient effectivement en 1740.
Troilius s'installe à Stockholm en 1740 comme aumônier de la cour, et devient l'année suivante le confesseur de la famille royale suédoise. En 1751, il est élu à l'unanimité nouvel évêque de Västerås après la mort d'Andreas Kallsenius. En 1760, après la mort de Henric Benzelius, il est élu archevêque d'Uppsala. En 1760, Troilius est également élu membre de l'Académie royale des sciences de Suède.
Il épouse Anna Elisabeth Angerstein en 1740, puis Brita Elisabet Silfverstolpe en 1751. En 1756, lui et ses descendants sont anoblis sous le nom de von Troil. Son fils Uno von Troil (1746-1803) sera également archevêque d'Uppsala.